# Касерес, Игнасио
Игнасио Касерес — испанский легкоатлет, который специализируется в марафоне. На олимпийских играх 2012 года занял 31-е место в марафоне с результатом 2:17.11. Занял 68-е место на чемпионате мира по кроссу 2005 года.
Личный рекорд в полумарафоне — 1:02.47.

## Достижения
- 9-е место на Роттердамском марафоне 2010 года — 2:11.58
- 10-е место на Берлинском марафоне 2007 года — 2:12.46